# Erik Clarys
Erik Clarys (Antwerpen, 18 oktober 1968) is een voormalig Belgische darter. Zijn bijnaam luidt The Sheriff. In 2004 stapte Clarys over van de World Darts Federation naar de 'wilde werelddartsbond' Professional Darts Corporation. Hij stond bekend als een van de darters die het beste rekent, daardoor gooit hij op een manier die bijna niemand verwacht en gooit soms ook bijna onmogelijke dingen. In 2006 viel Clarys van een ladder, waarbij hij zijn werparm op meerdere plaatsen brak. Na elf operaties gaf hij de hoop op om nog ooit terug te keren in het circuit, al probeerde hij zich later nog te scholen in het werpen met zijn linkerarm, vooralsnog zonder zijn vroegere niveau te halen. Clarys stond erom bekend dat hij vreemd finishte. Dit zorgde er nog weleens voor dat de camera's hem niet konden volgen.

## Erelijst
- Belgisch Kampioen in 1997, 1998, 1999, 2000, 2001, 2002, 2003
- Belgisch Master in 1997, 2000
- Belgisch Kampioen dubbel in 1995, 1997, 2001
- Belgisch Kampioen Mixed dubbel in 1998, 2001
- Gouden beker single in 1998, 2000, 2002
- Gouden beker dubbel in 1994, 1998
- Belgisch nummer 1 in 1997, 1998 en 1999
- Winmau World Masters Champion in 1995
- Deelname world championship darts in 1995, 1996, 1997, 1998, 1999, 2000, 2001, 2002, 2003, 2004, 2005

## Resultaten op Wereldkampioenschappen

### BDO
- 1997: Laatste 32 (verloren van  Paul Williams met 2-3)
- 1998: Laatste 32 (verloren van Kevin Painter met 1-3)
- 1999: Laatste 32 (verloren van Tony Littleton met 2-3)
- 2001: Laatste 32 (verloren van Martin Adams met 1-3)
- 2002: Laatste 16 (verloren van Raymond van Barneveld met 0-4)
- 2003: Kwartfinale (verloren van Raymond van Barneveld met 1-5)

### WDF

#### World Cup
- 1995: Laatste 128 (verloren van Arnold Anderwald met 3-4)
- 1997: Halve finale (verloren van Peter Hinkley met 3-4)
- 1999: Laatste 64 (verloren van Steve Duke sr. met 1-4)

### PDC
- 2004: Laatste 32 (verloren van Ronnie Baxter met 2-4)
- 2006: Laatste 32 (verloren van Wayne Mardle met 1-4)

## Commentator
Door het succes van Dimitri Van den Bergh in de PDC-toernooien besliste DPG Media om vanaf 2021 de toernooien van de PDC uit te zenden en engageerde Clarys als co-commentator. Opnieuw valt hier op hoe hij door zijn rekenvermogen accuraat het verloop van een leg kan voorspellen.